# Blechroneromia gutierrezi
Blechroneromia gutierrezi är en fjärilsart som beskrevs av Pierre E.L. Viette 1971. Blechroneromia gutierrezi ingår i släktet Blechroneromia och familjen mätare. Inga underarter finns listade i Catalogue of Life.